# عزیز اخنوش
عزیز اخنوش (عزیز أخنوش؛ زادهٔ ۱۹۶۱) یک سیاست‌مدار و تاجر اهل مراکش است. وی از اکتبر سال ۲۰۲۱ نخست‌وزیر این کشور است.
او رئیس گروه اکوا و صاحب علامت تجاری آفریقا گاز و دبیرکل تجمع ملی حزب احرار است.
وی پیش از این به عنوان وزیر کشاورزی، شیلات، توسعه روستایی، آب و جنگل منصوب شده بود و همچنین عضو هیئت مدیره بانک مراکش برای تجارت خارجی است.
او توسط چند رجل سیاسی (از جمله عبداللطیف وهبه، دبیر -عمومی حزب اصالت و مدرنیته) به سوءاستفاده از سمت متهم شده‌است تا بتواند سودهای غیرقانونی به شرکتهای خود برساند، قضیه ای که به عنوان "اختلاس ۱۷ میلیارد درهمی شناخته شده‌است. "
دولت او با تورم و سرکوب مداوم عقاید مخالف مشخص شده‌است.حتی گفته‌اند که او ممکن است با تقلب در انتخابات و خرید رأی انتخاب شده باشد، زیرا حزب قبلی، PJD شاهد سقوط ناگهانی از ۱۲۵ به ۱۲ کرسی بود.